# Kolomak
Kolomak (ukrainisch und russisch Коломак) ist eine Siedlung städtischen Typs in der Ukraine und war bis Juli 2020 das administrative Zentrum des gleichnamigen Rajons Kolomak im Westen der Oblast Charkiw mit etwa 2.700 Einwohnern (2020).

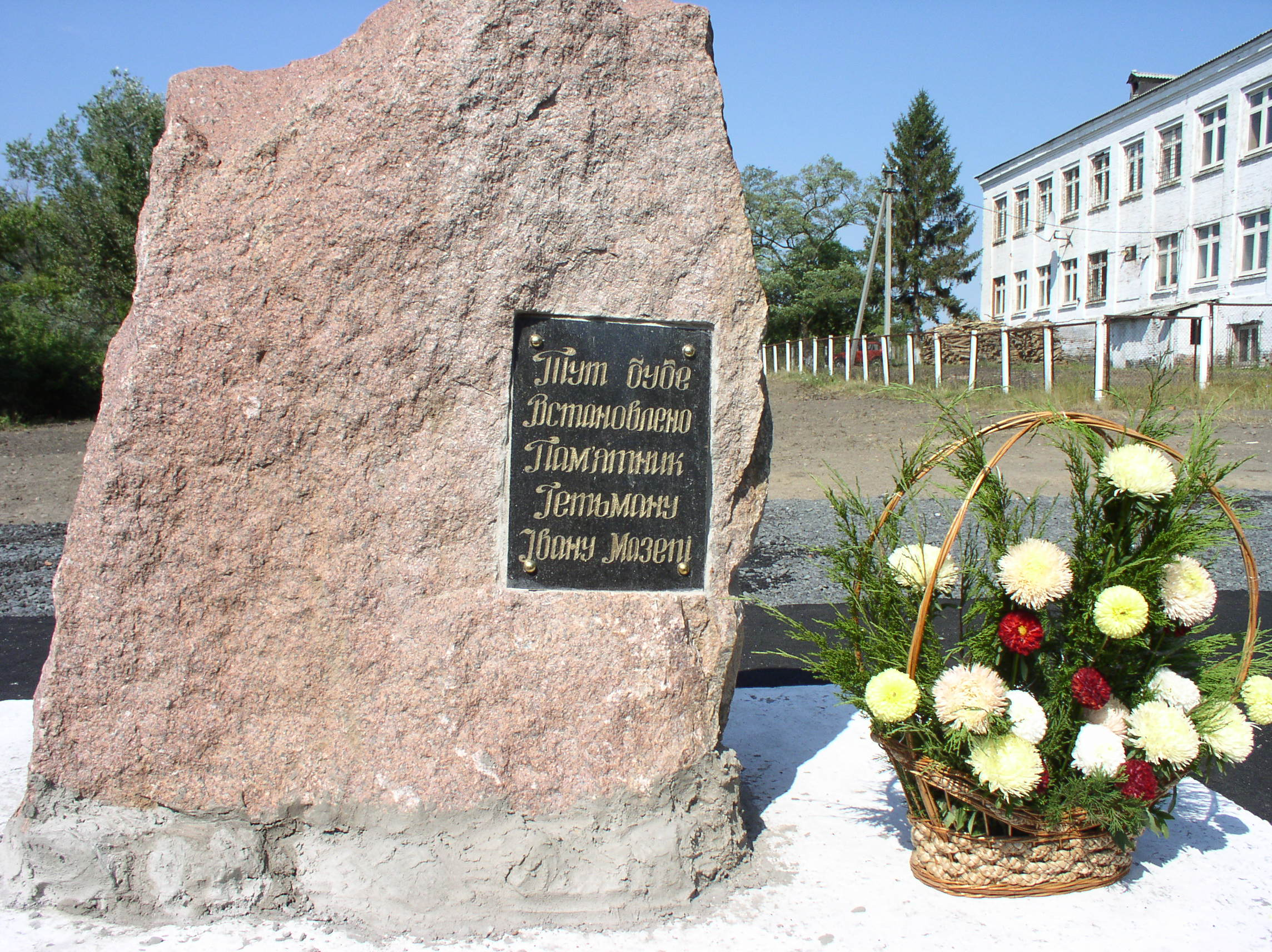
Denkmal im Ort

Kolomak wurde erstmals 1571 schriftlich erwähnt. Vom 16. Oktober 1941 bis Mitte September 1943 war die Ortschaft von der Wehrmacht besetzt. Seit 1959 besitzt Kolomak den Status einer Siedlung städtischen Typs.

## Geografie
Der Ort liegt am Kolomak, einem 102 km langen, linken Nebenfluss der Worskla, 90 km westlich vom Oblastzentrum Charkiw und 62 km nordöstlich von Poltawa. Durch die Ortschaft verläuft die Territorialstraße T–21–16.
Kolomak besitzt einen Bahnhof an der Bahnstrecke Borschtschi–Charkiw der Odeska Salisnyzja.

## Verwaltungsgliederung
Am 19. Juli 2017 wurde die Siedlung zum Zentrum der neugegründeten Siedlungsgemeinde Kolomak (Коломацька селищна громада/Kolomazka selyschtschna hromada). Zu dieser zählen auch die 33 in der untenstehenden Tabelle aufgelisteten Dörfer, bis dahin bildete sie zusammen mit dem Dorf Nowoiwaniwske die gleichnamige Siedlungratsgemeinde Kolomak (Коломацька селищна рада/Kolomazka selyschtschna rada) im Zentrum des Rajons Kolomak.
Am 17. Juli 2020 kam es im Zuge einer großen Rajonsreform zum Anschluss des Rajonsgebietes an den Rajon Bohoduchiw.
Folgende Orte sind neben dem Hauptort Kolomak Teil der Gemeinde:
| Name                     | Name           | Name                             |
| ukrainisch transkribiert | ukrainisch     | russisch                         |
| ------------------------ | -------------- | -------------------------------- |
| Andrussiwka              | Андрусівка     | Андрусовка                       |
| Biloussowe               | Білоусове      | Белоусово (Beloussowo)           |
| Bondariwka               | Бондарівка     | Бондаревка (Bondarewka)          |
| Browkowe                 | Бровкове       | Бровковое (Browkowoje)           |
| Dmytriwka                | Дмитрівка      | Дмитровка (Dmitrowka)            |
| Hanniwka                 | Ганнівка       | Анновка (Annowka)                |
| Hladkiwka                | Гладківка      | Гладковка (Gladkowka)            |
| Hryhoriwka               | Григорівка     | Григоровка (Grigorowka)          |
| Hryschkowe               | Гришкове       | Гришково (Grischkowo)            |
| Hurtowiwka               | Гуртовівка     | Гуртововка (Gurtowowka)          |
| Jawtuchiwka              | Явтухівка      | Явтуховка (Jawtuchowka)          |
| Kalenykowe               | Каленикове     | Калениково (Kalenikowo)          |
| Kramariwka               | Крамарівка     | Крамаровка (Kramarowka)          |
| Kyssiwka                 | Кисівка        | Кисовка (Kissowka)               |
| Latyschiwka              | Латишівка      | Латышовка (Latyschowka)          |
| Lohwyniwka               | Логвинівка     | Логвиновка (Logwinowka)          |
| Miroschnykiwka           | Мірошниківка   | Мирошниковка (Miroschnikowka)    |
| Mykolajiwka              | Миколаївка     | Николаевка (Nikolajewka)         |
| Nahalne                  | Нагальне       | Нагально (Nagalno)               |
| Nowoiwaniwske            | Новоіванівське | Новоивановское (Nowoiwanowskoje) |
| Panassiwka               | Панасівка      | Панасовка (Panassowka)           |
| Paschtscheniwka          | Пащенівка      | Пащеновка (Paschtschenowka)      |
| Petropawliwka            | Петропавлівка  | Петропавловка (Petropawlowka)    |
| Pidlisne                 | Підлісне       | Подлесное (Podlesnoje)           |
| Pokrowka                 | Покровка       | Покровка                         |
| Prjadkiwka               | Прядківка      | Прядковка (Prjadkowka)           |
| Risunenkowe              | Різуненкове    | Резуненково (Resunenkowo)        |
| Schelestowe              | Шелестове      | Шелестово (Schelestowo)          |
| Schljachowe              | Шляхове        | Шляховое (Schljachowoje)         |
| Surhajiwka               | Сургаївка      | Сургаевка (Surgajewka)           |
| Trudoljubiwka            | Трудолюбівка   | Трудолюбовка (Trudoljubowka)     |
| Wdowytschyne             | Вдовичине      | Вдовичино (Wdowitschino)         |
| Zepotschkyne             | Цепочкине      | Цепочкино (Zepotschkino)         |

## Bevölkerungsentwicklung
Seit 1959 geht die Bevölkerung des Ortes stetig zurück und hat inzwischen nur noch die Hälfte der Einwohnerzahl von 1959.
| 1959  | 1970  | 1979  | 1989  | 2001  | 2010  | 2020  |
| ----- | ----- | ----- | ----- | ----- | ----- | ----- |
| 7.140 | 5.571 | 5.363 | 4.628 | 3.855 | 3.303 | 2.723 |

Quelle: